# 弗洛倫西亞 (古巴)

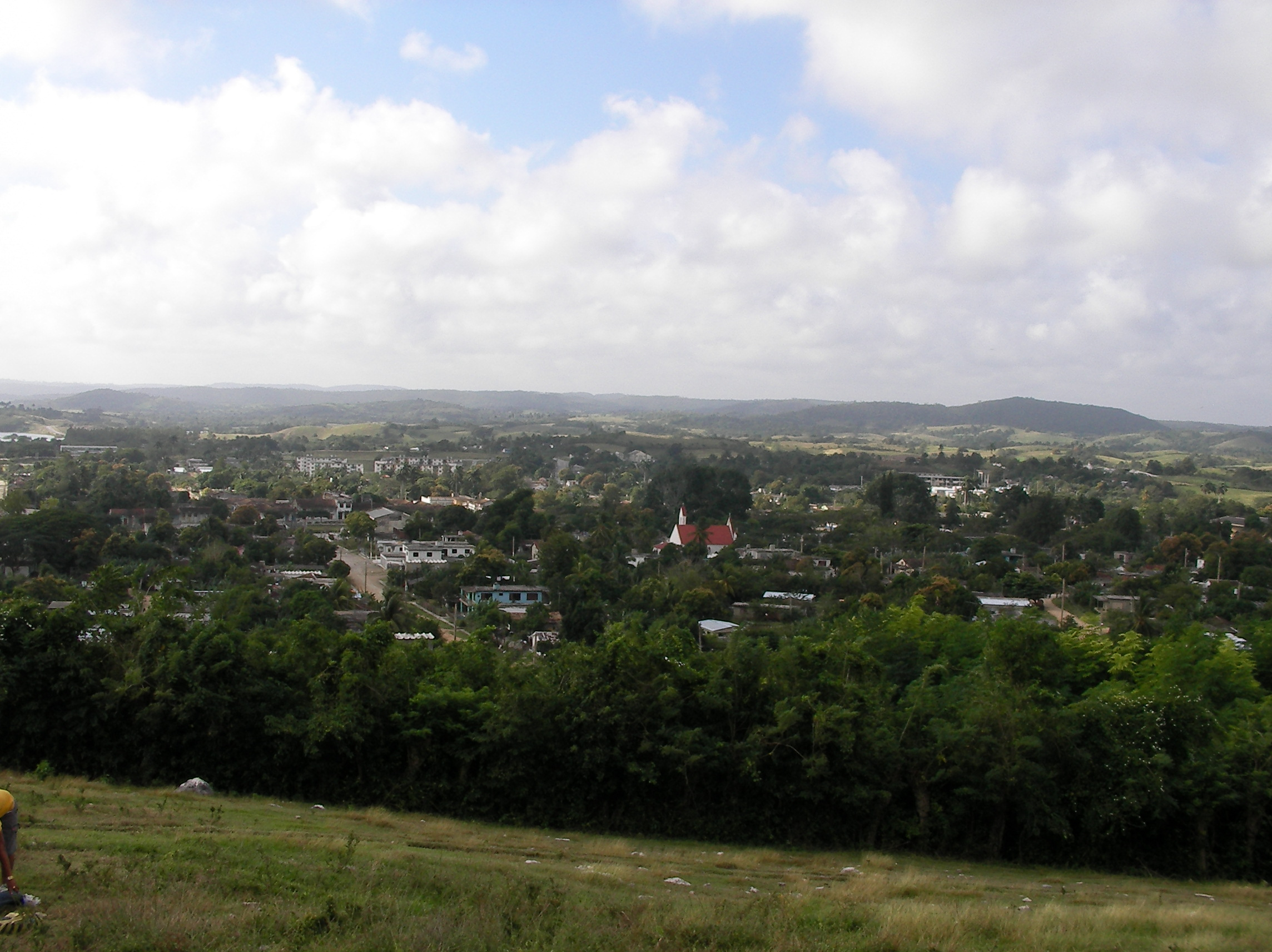

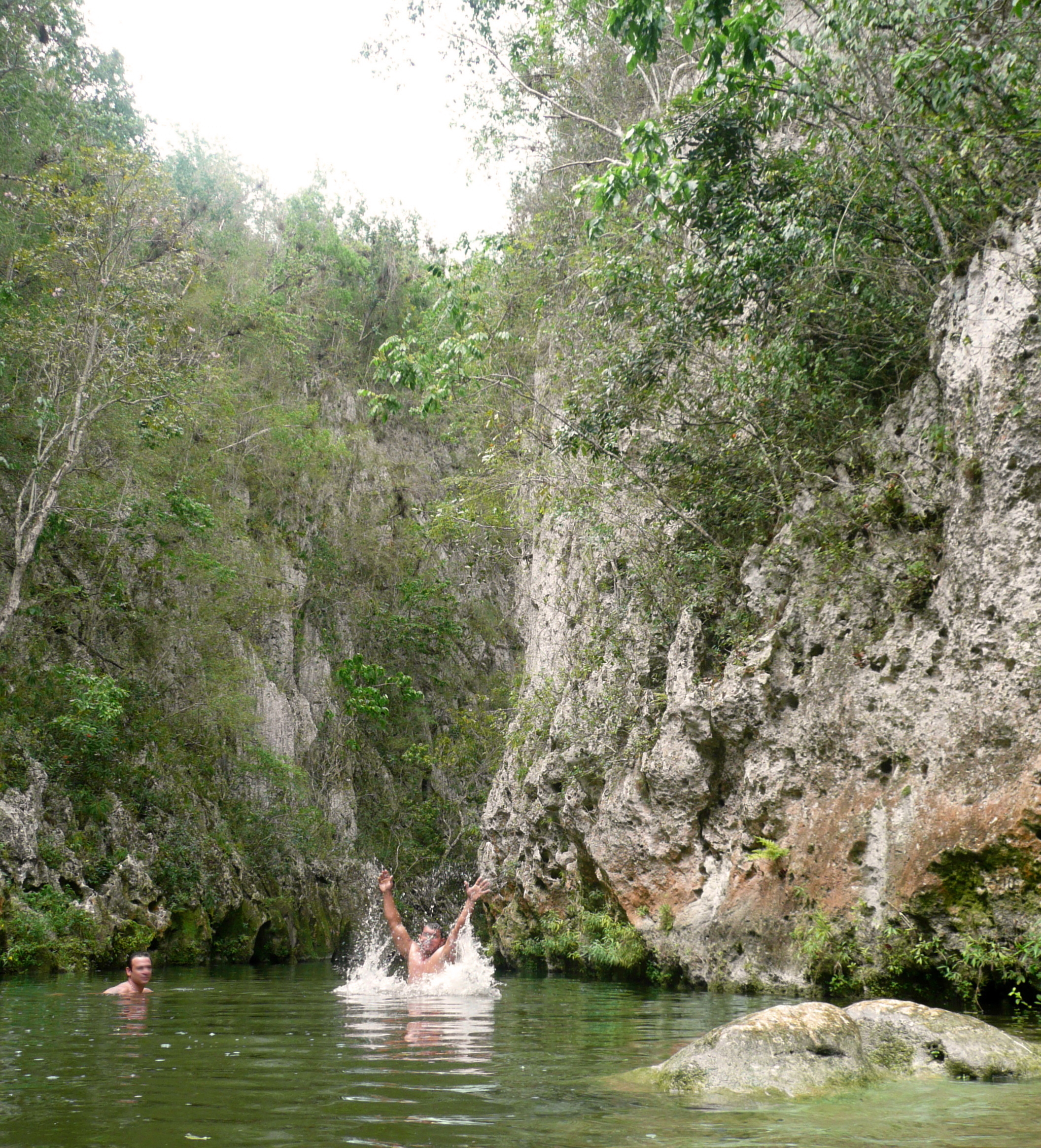

弗洛倫西亞是古巴的城市，属謝戈德阿維拉省，面積286平方公里，海拔高度110米，2004年人口19,811，人口密度為每平方公里69.3人。